# Ordgarius
Ordgarius là một chi nhện trong họ Araneidae.